# Стольник
Сто́льник  (лат. dapifer, нім. Truchsess) — посадова особа, що існувала в багатьох державах переважно в епоху Середньовіччя. Стольник займався обслуговуванням трапези пана.

## Київська Русь
У Великому князівстві Київському (у князівствах і землях Київської Русі) при дворах князя існувала посада і звання стольника. Він служив за столом князя (короля, монарха) і подавав йому страви, а також відповідав за його безпеку при трапезах. Функції стольника не обмежувалися тією роллю, на яку вказувала його назва, він був також наближеною та довіреною особою правителя. Так, 1230 року Великий князь Володимир Рюрикович включив свого стольника до складу одного з посольств. В Великий князь Данило Романович 1241 року вів переговори з галицькими боярами через свого стольника — Якова.
Загалом за часів Київської Русі та Королівства Руського наближеними до монарха були придворні посади: дворецький, конюший, стольник, чашник та ін., котрі також виконували особливі доручення князя, що мали загальнодержавне значення і не належали до їхніх безпосередніх обов’язків при дворі. 

## У Московії
У Московії стольник — двірцевий чин і придворний чин в Великому князівстві Московському і Московському царстві в XIII - XVII ст., а також особа, яка мала такий чин. Спочатку на Русі — придворний, що прислужував князям і царям за столом під час урочистих трапез, а також супроводжував їх у поїздках.
За розпису чинів XVII ст. стольники посідали п'яте місце після бояр, окольничих, думних дворян та думних дяків.
У стольники призначали з дворян.
Стольники на бенкетах брали страви з їжею у служителів, яким було заборонено входити в кімнати царя. Під час бенкетів стояли біля столів. Іноді між стольників виникали місницькі суперечки про те, за яким столом стояти.
Кімнатні стольники прислужували цареві, коли той їв один. При прийомах іноземних послів один зі стольників призначався сидіти за столом і пригощати гостей.
Царі часто розсилали їжу по домівках: гостям, послам, або тим, хто через хворобу не зміг бути присутнім на бенкеті. У цьому випадку стольник їхав разом з подарунком і спостерігав за порядком.
При виїздах царя один стольник був кучером, інші стольники стояли на підніжках чи зап'ятках саней, або за каретами.
Пізніше стольники призначалися на наказні, воєводські, посольські і інші посади. Стольники призначалися в полкові судді, в посильні Воєводи, в Осавули (Стольник Осавул), в Голови над сотнями дворянськими, Воєводами при Великому стязі, Головами біля стягу.
Міський воєвода зі стольників міг називатися Намісником. Йому підпорядковувалися Діти боярські. Стольники також бували суддями в Московських приказах. Стольники брали участь у всіх посольствах, іноді призначалися послами.
Останній носій цього звання (вже після введення Петро I Табелі про ранги) — Василь Федорович Салтиков, брат цариці Парасковії Федорівни. Довгий час надавав перевагу цьому званню перед Петровськими чинами, але погодився на них при поверненні на службу при Анні Іоанівні.
В 1616 було 117 стольників. До 1687 число стольників збільшилася до 2724 осіб, з них 480 були кімнатними стольниками. Крім цього у військах і начальних людях числилися 133 стольники і 59 стольників були пожалувані зі смоленської шляхти.
При цариці були свої стольники з молодих людей (пізніше пажі і камер-пажі), які не звільнялися від військової служби. Своїх стольників мали Патріархи. Царицин та Патріарший стольники жалувались в Государеві стольники, або в стряпчі.

## У Великому князівстві Литовському
В  Великому князівстві Литовському посада відома з середини XV століття. Стольник, що завідував сервіруванням столу і обслуговуванням трапези великого князя, мав підлеглих — підстоліїв. Пізніше посади стольника і підстолія стали номінальними, тобто не пов'язаними з виконанням конкретних обов'язків. З XVII століття посада стольника і підстолія існувала також в повітах.